# Zididada

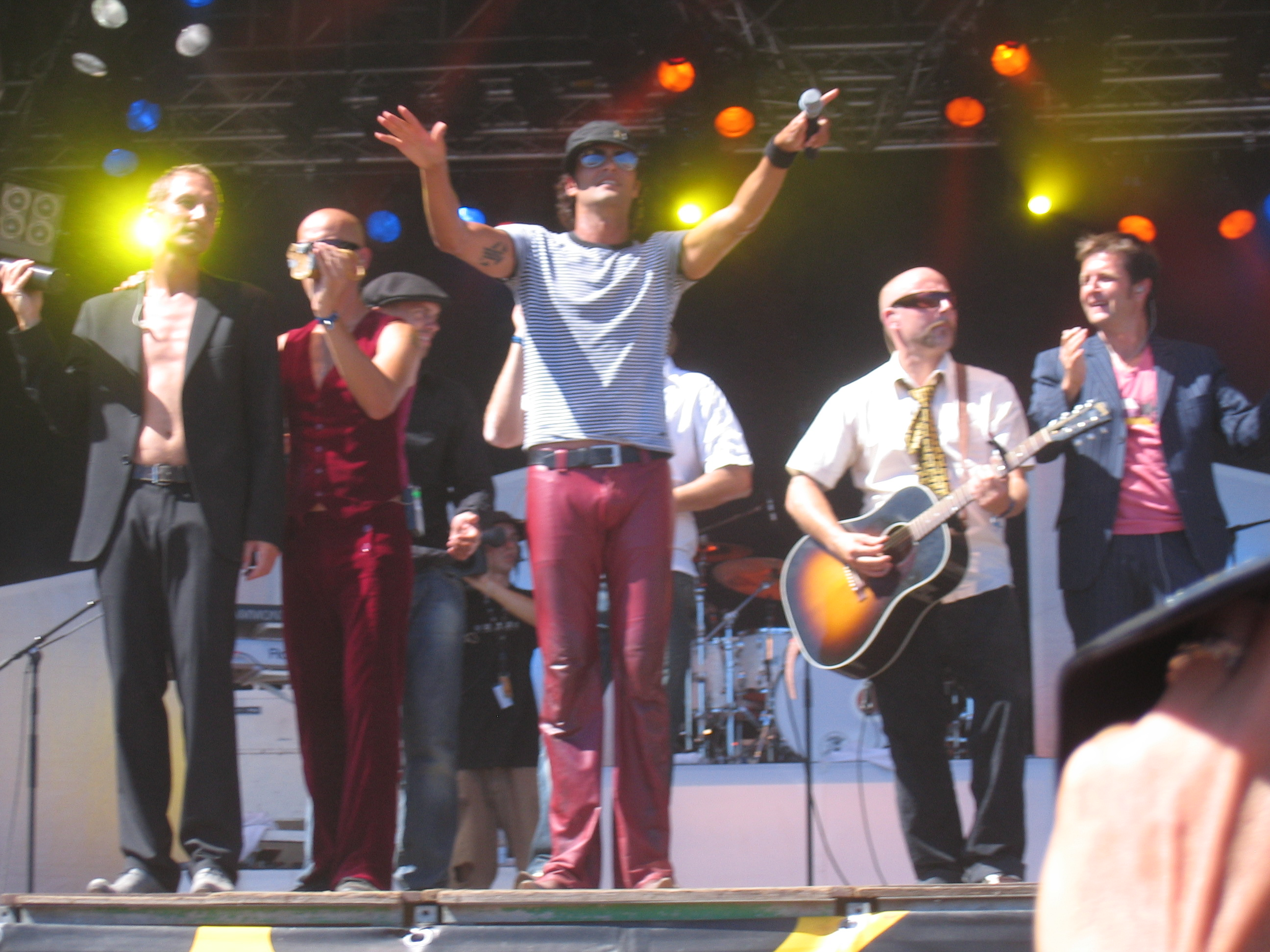
Zididada på Langelandsfestivalen 2006

Zididada är en dansk popgrupp. 2004 ställde Zididada upp i Dansk Melodi Grand Prix (danska melodifestivalen) med låten Prinsesse, som är deras första låt på danska. Normalt sjunger Zididada på engelska.

## Diskografi
- 1999 - Welcome to Zididada
- 2000 - Have a Zididada Day
- 2002 - Happy Fool
- 2004 - Princess (Greatest Hits)
- 2005 - Musik Makers
- 2008 - Take it All